# Endozestis atmanthes
Endozestis atmanthes är en fjärilsart som beskrevs av Edward Meyrick 1933. Endozestis atmanthes ingår i släktet Endozestis och familjen Plutellidae. Inga underarter finns listade i Catalogue of Life.